# Bulbophyllum rhodoleucum
Bulbophyllum rhodoleucum là một loài phong lan thuộc chi Bulbophyllum.